# گیلبرت بونوین
گیلبرت بونوین (انگلیسی: Gilbert Bonvin; ۱۳ فوریهٔ ۱۹۳۱ – ۲۰ ژوئیهٔ ۱۹۸۳) بازیکن فوتبال اهل فرانسه بود.
از باشگاه‌هایی که در آن بازی کرده‌است می‌توان به باشگاه فوتبال نیس، باشگاه فوتبال المپیک لیون، و باشگاه فوتبال لانس اشاره کرد.